# Drosophila kanaka
Drosophila kanaka är en tvåvingeart som beskrevs av Léonidas Tsacas 1988. Drosophila kanaka ingår i släktet Drosophila och familjen daggflugor.
Artens utbredningsområde är Nya Kaledonien.